# NGC 3423
NGC 3423 is een spiraalvormig sterrenstelsel in het sterrenbeeld Sextant. Het hemelobject werd op 23 februari 1784 ontdekt door de Duits-Britse astronoom William Herschel.

## Synoniemen
- UGC 5962
- MCG 1-28-12
- ZWG 38.29
- PGC 32529